# Cantone di Boulogne-sur-Gesse
Il Cantone di Boulogne-sur-Gesse era una divisione amministrativa dell'Arrondissement di Saint-Gaudens.
A seguito della riforma approvata con decreto del 13 febbraio 2014, che ha avuto attuazione dopo le elezioni dipartimentali del 2015, è stato soppresso.

## Composizione
Comprendeva 24 comuni:
- Blajan
- Boulogne-sur-Gesse
- Cardeilhac
- Castéra-Vignoles
- Charlas
- Ciadoux
- Escanecrabe
- Gensac-de-Boulogne
- Larroque
- Lespugue
- Lunax
- Mondilhan
- Montgaillard-sur-Save
- Montmaurin
- Nénigan
- Nizan-Gesse
- Péguilhan
- Saint-Lary-Boujean
- Saint-Loup-en-Comminges
- Saint-Pé-Delbosc
- Saman
- Sarrecave
- Sarremezan
- Saint-Ferréol-de-Comminges